# Jakub Lis
Jakub Lis (ur. 14 stycznia 2002 w Poznaniu) – polski piłkarz występujący na pozycji obrońcy w klubie Pogoń Szczecin. Wcześniej grał m.in. w Motorze Lublin oraz w drużynie rezerw Pogoni.

## Kariera klubowa

### Początki
Lis rozpoczął treningi piłkarskie w klubie Biały Orzeł Koźmin Wielkopolski. W 2015 roku dołączył do akademii Lecha Poznań, gdzie spędził jeden sezon. W 2017 roku przeniósł się do akademii Pogoni Szczecin, kontynuując rozwój w zespołach młodzieżowych klubu.

### Pogoń Szczecin II
W sezonie 2020/2021 Lis zadebiutował w drużynie rezerw Pogoni Szczecin. Wystąpił łącznie w 55 meczach, zdobywając 3 bramki. W październiku 2021 roku zagrał w meczu Młodzieżowej Ligi Mistrzów UEFA przeciwko Deportivo La Coruña.

### Wypożyczenie do Motoru Lublin
W lipcu 2022 roku Lis został wypożyczony do drugoligowego Motoru Lublin. W sezonie 2022/2023 rozegrał 22 mecze, strzelając 3 gole. W lipcu 2023 roku wypożyczenie zostało przedłużone na kolejny sezon, podczas którego Lis wystąpił w 25 spotkaniach na poziomie I ligi.

### Powrót do Pogoni Szczecin
Po zakończeniu wypożyczenia w czerwcu 2024 roku, Lis powrócił do Pogoni Szczecin. 10 sierpnia 2024 roku zadebiutował w Ekstraklasie, wchodząc z ławki rezerwowych w meczu przeciwko Stali Mielec. W sezonie 2024/2025 rozegrał 14 meczów ligowych.

## Statystyki kariery
Stan na 27 maja 2025 roku:
- Pogoń Szczecin II: 55 meczów, 3 bramki
- Motor Lublin: 43 mecze, 3 bramki
- Pogoń Szczecin: 14 meczów, 0 bramek

## Sukcesy
- Puchar Polski (Zachodniopomorski ZPN): 2021/2022 z Pogonią Szczecin II[1]
- Mistrz Polski U-19: 2020/2021 z Pogonią Szczecin U-19[1]